# Экономикс (учебник)
«Экономикс: принципы, проблемы и политика» (англ. Economics: Principles, Problems, and Policies) — учебник, представляющий собой интегрированную систему обучения для школьников и студентов, обучающихся по экономическим специальностям. Начал издаваться с 1960 года и выдержал уже 22 издания. Авторами современного учебника являются американские профессора по экономике К. Р. Макконнелл, С. Л. Брю и Ш. М. Флинн.

## История издания

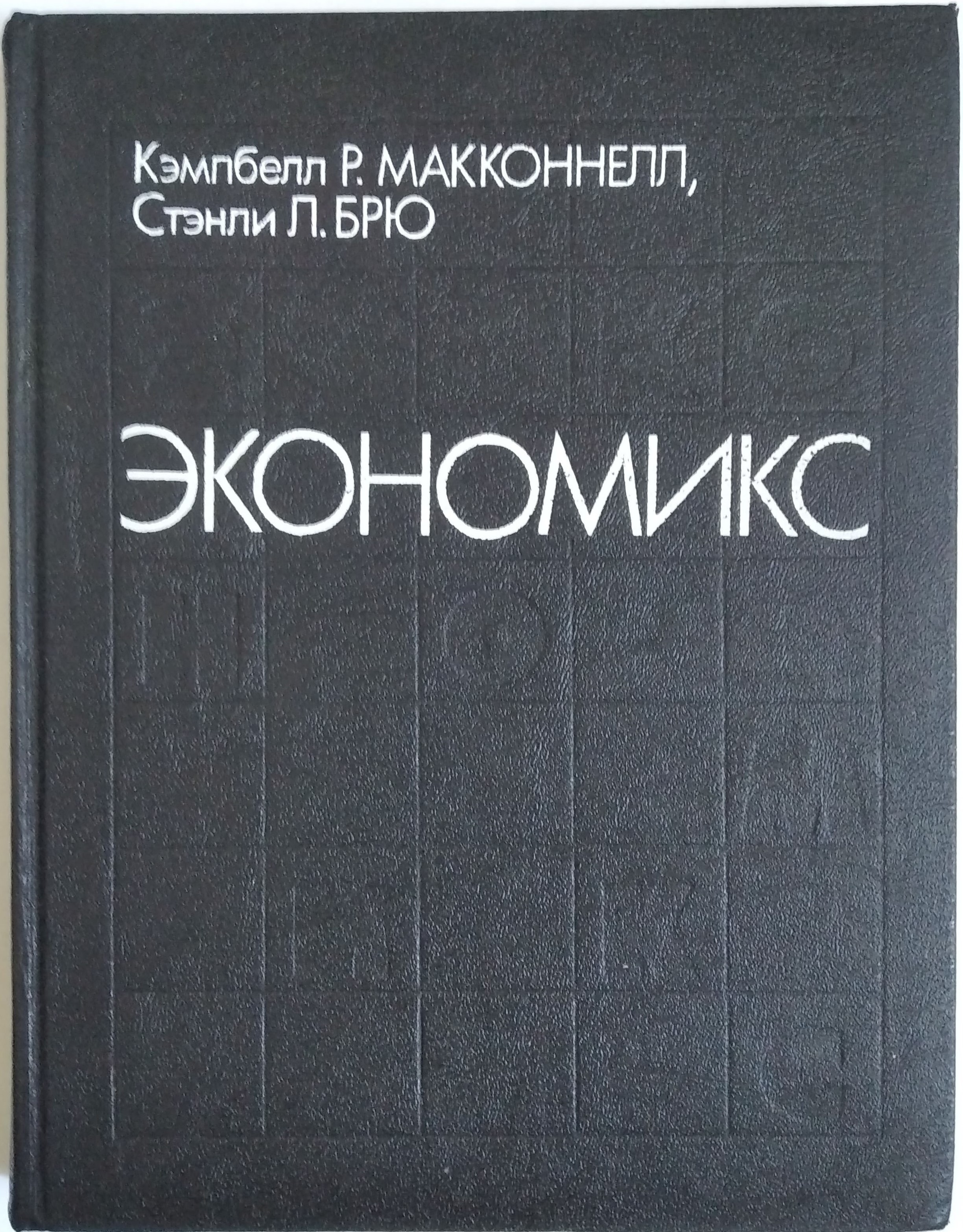
Первое русскоязычное издание учебника — 1992-й год (на фото - первый том)

Первое издание книги вышло в 1960 году. Вплоть до 10-го издания автором был профессор экономики Университета штата Небраски города Линкольна Кэмпбелл Р. Макконнелл, а начиная с 11-го издания, которое вышло в 1990 году, соавтором становится профессор экономики Стэнли Л. Брю. Начиная с 18-го издания, которое вышло в свет в 2009 году, третьим соавтором учебника становится профессор экономики Шон Масаки Флинн.
Двадцать первое издание было опубликовано в 2018 году.
Двадцать второе издание вышло в 2021 году.

## Переводы
Начиная с 11-го издания, учебник переводится на русский язык. Решение о переводе было принято советским правительством в 1990 году. В течение 2 лет книгу переводили 8 экономистов под руководством профессора МГУ А. А. Пороховского. При переводе в учебник были внесены некоторые коррективы: из 42-х глав изначального издания в перевод вошла 41 глава (в русскоязычное издание не вошла глава, посвящённая экономике СССР и предисловия к предыдущим десяти англоязычным изданиям), а также учебник был издан с разделением на два тома (это был обусловлено полиграфическими возможностями). Первое русское издание вышло в 1992 году в издательстве «Республика» и стало базовым учебным пособием в российских вузах.
Редактор перевода, д. э. н. А. А. Пороховский в предисловии к изданию обосновывал выбор названия (то, что термин «Economics» не переводился, а был транслитерирован) сознательной попыткой как дистанцироваться от ранее существовавшего и использовавшегося термина «политическая экономия», так и попыткой ввода принципиально нового термина для обозначения экономической науки как таковой (т. е., термина, который не совпадал бы по звучанию со словом «экономика» в значении объекта изучения — экономика как народное хозяйство). Кроме этого, по мнению Пороховского, выбор термина был частично обусловлен также и желанием указать именно на рыночную экономику (в противовес плановой).
Перевод двадцать первого издания был издан в издательстве Инфра-М в октябре 2019 года.

## Рецензии
Экономист В. М. Гальперин в своей рецензии «Экономикс, сиречь наука экономическая», опубликованной в журнале «Экономическая школа», и приуроченной в выходу первого издания книги на русском языке, подверг критике перевод её названия, указав на то, что «выбранное издательством название учебника — „Экономикс“ — не может не повергнуть в изумление», поскольку не ясно, «во имя чего понадобилось почти через 30 лет после выхода русского перевода аналогичного по содержанию учебника Пола Самуэльсона „Экономика“ коверкать русский язык, заменяя понятное всем слово „экономика“ смешным и нелепым „экономикс“? Почему издательство и редактор перевода решили вынести на обложку транслитерированное русскими буквами английское слово „Economics“, да ещё в американском варианте произношения? Неужели лишь потому, что авторы учебника американцы?». А также отметил: «Сейчас происходит восстановление статуса экономической теории, как основной экономической науки и учебной дисциплины. Многие кафедры политической экономии уже сменили название на кафедры общей экономической теории. И если выпуск русского перевода учебника К. Макконнелла и С. Брю будет безусловно способствовать возрождению экономической науки и образования в России, то этого нельзя сказать о крайне неудачном, даже беспечном выборе русского заглавия учебника. Ничего, кроме старых идеологических клише, с неологизмом „Экономикс“ не ассоциируется. Хотелось бы надеяться, что недалеко то время, когда появятся оригинальные, написанные отечественными авторами учебники экономики, или, если угодно, экономической теории, что российским студентам никогда не придется изучать учебную дисциплину под названием „Экономикс“, как не изучают они „Мафематикс“ (англ. — Mathematics), или „Статистикс“ (англ. — Statistics), или „Физикс“ (англ. — Physics), или „какое-то сих подобий нечто“».
По мнению издательства «Республика», учебник — один из наиболее популярных в американских колледжах и университетах. Книга написана популярно, что делают её доступной для неспециалиста.
По мнению «Amazon.com», авторы учебника установили стандарт качественного контента для преподавателей и студентов по всему миру. А само учебное пособие, начиная с 19 издания, стало снабжаться приложением LearnSmart. Учебник становится интегрированной системой обучения, позволяя студентам более эффективно получать знания.
Согласно издательству «Инфра-М» в большинстве российских экономических вузов учебник используется в учебном процессе как базовый, рекомендован Министерством образования и науки РФ для студентов вузов, обучающихся по экономическим специальностям. Учебник посвящен проблемам экономики: макро- и микроэкономике, национальному доходу, занятости, кредитно-финансовой и налоговой политике, мировому хозяйству и другому.

## Содержание
- Предисловие к русскому изданию
- Предисловие
- Участники подготовки издания

Часть 1. Введение в экономикс и экономику
Глава 1. Предмет и метод экономикс 
- Эра экономиста
- Экономикс на службе гражданского общества
- Практическое применение принципов экономической науки
- Методология
- Описательная экономическая наука
- Экономическая теория
- Экономическая политика
- Ловушки для обыденного сознания
- Заблуждения
- Нечеткая терминология
- Определения
- Логически ошибочное построение
- Нарушение причинно-следственной связи
- Экономический подход
- Нехватка и выбор
- Рациональное поведение
- Маржинализм: выгоды и издержки
- Последний штрих Рестораны быстрого обслуживания: экономический подход
- Приложение к главе 1 Графики и их значение

Глава 2. Проблема экономии
- Основа экономикc
- Безграничные потребности
- Недостаточность ресурсов
- Экономикс: занятость и эффективность
- Полная занятость: использование доступных ресурсов
- Полный объём производства: эффективное использование ресурсов
- Таблица производственных возможностей
- Кривая производственных возможностей
- Ключевой график 2-1 Кривая производственных возможностей
- Закон возрастающих альтернативных издержек
- Ещё раз об эффективности распределения ресурсов
- Незанятость ресурсов, экономический рост и будущее
- Незанятость и производственная неэффективность
- Рост экономики
- Практическое применение кривой
- «Измы»
- Чистый капитализм
- Командная экономика
- Смешанные системы
- Традиционная экономика
- Модель кругооборота
- Рынки ресурсов и продуктов
- Ключевой график 2-6 Кругооборот продукции и доходов
- Ограничения
- Последний штрих Снижение производственных возможностей экономики Кубы при Фиделе Кастро

Глава 3. Анализ индивидуальных рынков: спрос и предложение
- Определение рынков
- Спрос
- Закон спроса
- Кривая спроса
- Индивидуальный и рыночный спрос
- Детерминанты спроса
- Изменение спроса
- Изменение величины спроса
- Предложение
- Закон предложения
- Кривая предложения
- Детерминанты предложения
- Изменение предложения
- Изменение величины предложения
- Предложение и спрос: рыночное равновесие
- Избыток
- Нехватка
- Равновесие
- Ключевой график 3-5 Равновесная цена и количество продукта определяются рыночным спросом и предложением
- Уравновешивающая функция цен
- Изменения предложения и спроса
- Рынок ресурсов
- Последний штрих Спекуляция билетами: перепродажа есть зло?
- Снова о допущении «при прочих равных условиях»

Глава 4. Чистый капитализм и рыночная система
- Капиталистическая идеология
- Частная собственность
- Свобода предпринимательства и выбора
- Роль личного интереса
- Конкуренция
- Рынки и цены
- Ограниченная роль правительства
- Другие особенности
- Широкомасштабное использование средств производства
- Специализация и эффективность
- Использование денег
- Конкурентная рыночная система
- Пять фундаментальных вопросов
- Рыночная система в действии
- Что следует производить
- Организация производства
- Распределение совокупного продукта
- Приспособление к изменениям
- Конкуренция и управление
- «Невидимая рука»
- Достоинства рыночной системы
- Последний штрих Назад к бартеру

Глава 5. Смешанная экономика: частный и государственный секторы
- Домохозяйства как получатели дохода
- Функциональное распределение дохода
- Личное распределение дохода
- Домохозяйства как расходующая группа
- Налоги с граждан
- Личные сбережения
- Расходы на личное потребление
- Предпринимательский сектор
- Организационно-правовые формы деловых предприятий
- Индивидуальная частная фирма
- Партнерство
- Корпорация
- Создавать ли корпорацию?
- Большой бизнес
- Экономические функции правительства
- Правовая база и социальная структура
- Поддержание конкуренции
- Перераспределение доходов
- Перераспределение ресурсов
- Переливы ресурсов, или побочные эффекты
- Общественные товары и услуги
- Распределение ресурсов на производство общественных благ
- Стабилизация
- Снова о модели кругооборота
- Государственные финансы
- Рост государственного сектора: закупки и трансферты
- Федеральные финансы
- Расходы федерального правительства
- Доходы федерального правительства
- Финансы штатов и местных органов власти
- Последний штрих Финансирование деятельности корпораций
- Фискальный федерализм
- Лотереи

Глава 6. США как часть мировой экономики
- Рост международной торговли
- Объём и структура
- Факторы, способствующие росту
- Участники
- И снова о кругообороте
- Специализация и относительное преимущество
- Основной принцип
- Сравнительные издержки
- Условия торговли
- Выигрыш от специализации и обмена
- Международный валютный рынок
- Рынок долларов-иен
- Изменение обменных курсов — обесценение и удорожание
- Правительство и торговля
- Торговые барьеры и субсидии
- Почему государство вмешивается в торговлю?
- Издержки для общества
- Многосторонние соглашения и зоны свободной торговли
- Закон о взаимных торговых соглашениях и ГАТТ
- Европейский союз
- Североамериканское соглашение о свободной торговле
- Конкурентоспособны ли американские фирмы?
- Последний штрих Покупайте американское: всемирный холодильник

Часть 2. Национальный доход, занятость и фискальная политика
Глава 7. Измерение объёма внутреннего продукта, национального дохода и уровня цен
- Макроэкономические показатели
- Валовой внутренний продукт
- Денежный показатель
- Исключение двойного счета
- Из ВВП исключаются непроизводственные сделки
- Две стороны ВВП: расходная и доходная
- Затратный метод
- Личные потребительские расходы
- Валовые частные внутренние инвестиции
- Государственные закупки
- Чистый экспорт
- Доходный метод
- Оплата труда работников
- Рента
- Проценты
- Доход от собственности
- Прибыли корпораций
- Косвенные налоги на бизнес
- Амортизация: потребление основного капитала
- Чистый доход, созданный иностранными факторами производства на территории США
- Другие показатели национальных счетов
- Чистый внутренний продукт
- Национальный доход
- Личный доход
- Располагаемый доход
- Ещё раз о кругообороте
- Оценка уровня цен
- Индекс цен
- Вычисление индекса цен ВВП
- Номинальный и реальный ВВП
- Процесс корректировки
- Инфлирование и дефлирование
- ВВП и общественное благосостояние
- Нерыночные операции
- Свободное время
- Повышение качества продукции
- Состав и распределение производимой продукции
- Выпуск продукции на душу населения
- ВВП и окружающая среда
- Последний штрих Индекс потребительских цен: преувеличивает ли он инфляцию?
- Теневая экономика

Глава 8. Макроэкономическая нестабильность: безработица и инфляция
- Деловые циклы
- Историческая справка
- Фазы цикла
- Причины колебаний: общие замечания
- Нециклические колебания
- Воздействие циклов на производство товаров длительного и кратковременного пользования
- Безработица
- Типы безработицы
- Определение полной занятости
- Определение уровня безработицы
- Экономические издержки безработицы
- Неэкономические издержки
- Международные сравнения
- Инфляция: определение и измерение
- Суть инфляции
- Измерение инфляции
- Реалии инфляции
- Причины: теории инфляции
- Сложности
- Перераспределительное воздействие инфляции
- Получатели фиксированного номинального дохода
- Владельцы сбережений
- Дебиторы и кредиторы
- Ожидаемая инфляция
- Дополнения
- Воздействие инфляции на производство
- Стимулы инфляции спроса
- Инфляция издержек и безработица
- Гиперинфляция и крах
- Последний штрих Фондовая биржа и макроэкономическая нестабильность

Глава 9. Построение модели совокупных расходов
- История вопроса
- Классическая школа и закон Сэя
- Великая депрессия и Кейнс
- Упрощения
- Инструментарий теории совокупных расходов
- Потребление н сбережения
- Соотношение доходов с потреблением и сбережениями
- График потребления
- График сбережений
- Средняя и предельная склонности к потреблению и сбережению
- Ключевой график 9 −2 Графики потребления и сбережений
- Детерминанты потребления и сбережений, не связанные с доходом
- Смещения и стабильность графиков
- Инвестиции
- Ожидаемая норма чистой прибыли
- Реальная процентная ставка
- Кривая спроса на инвестиции
- Изменение спроса на инвестиции
- Инвестиции и доход
- Нестабильность инвестиций
- Определение равновесного ВВП: затратно-производственный метод
- Анализ с использованием таблицы
- Графический анализ
- Определение равновесного ВВП: метод изъятий и вливаний
- Ключевой график 9-8 Равновесный ВВП с точки зрения соотношения совокупных расходов и внутреннего продукта
- Анализ с использованием таблицы
- Графический анализ
- Последний штрих Джон Мейнард Кейнс (1883—1946)
- Сравнение запланированных и фактических инвестиций
- Нарушение равновесия и товарные запасы
- Достижение равновесия

Глава 10. Совокупные расходы: мультипликатор, чистый экспорт и государство
- Изменения равновесного ВВП и мультипликатор
- Эффект мультипликатора
- Внешняя торговля и равновесный объём производства
- Чистый экспорт и совокупные расходы
- График чистого экспорта
- Чистый экспорт и равновесный ВВП
- Внешнеэкономические связи
- Включение государственного сектора в модель совокупных расходов
- Упрощения
- Государственные закупки и равновесный ВВП
- Налогообложение и равновесный ВВП
- Мультипликатор сбалансированного бюджета
- Равновесный ВВП и ВПП при полной занятости
- Рецессионный разрыв
- Инфляционный разрыв
- Экскурс в историю
- Великая депрессия
- Инфляция во время Вьетнамской войны
- Критические замечания и предварительное знакомство с новой моделью
- Последний штрих Квадратура экономического круга

Глава 11. Совокупный спрос и совокупное предложение
- Совокупный спрос
- Кривая совокупного спроса
- Построение кривой совокупного спроса на основе модели совокупных расходов
- Детерминанты совокупного спроса
- Сдвиги кривой совокупного спроса и модель совокупных расходов
- Совокупное предложение
- Кривая совокупного предложения
- Детерминанты совокупного предложения
- Равновесие: реальный объём производства н уровень цен
- Ключевой график 11-7 Равновесный уровень цен и равновесный реальный ВВП
- Изменения равновесного состояния
- Смещение кривой совокупного спроса
- Мультипликатор и изменения уровня цен
- Эффект храповика
- Смещение кривой совокупного предложения
- Последний штрих Почему в Европе такой высокий уровень безработицы?

Глава 12. Фискальная политика
- Законодательная база
- Дискреционная фискальная политика
- Стимулирующая фискальная политика
- Сдерживающая фискальная политика
- Финансирование дефицитов и ликвидация избытков
- Варианты политики: государственные расходы или налоги?
- Недискреционная фискальная политика: встроенные стабилизаторы
- Автоматические, или встроенные, стабилизаторы
- Бюджет при полной занятости
- Проблемы, недостатки, сложности
- Временные проблемы
- Политические проблемы
- Эффект вытеснения
- Компенсирующие сбережения
- Совокупное предложение и инфляция
- Графическое изображение эффекта вытеснения и инфляции
- Фискальная политика в открытой экономике
- Фискальная политика, ориентированная на предложение
- Последний штрих Опережающие показатели

Часть 3. Деньги, банковское дело и кредитно-денежная политика
Глава 13. Деньги и банковское дело
- Функции денег
- Предложение денег
- Определение денег: M1
- ≪Почти деньги≫: М2 и M1
- ≪Почти деньги≫: скрытый смысл
- Кредитные карточки
- Что лежит в основе денежного предложения?
- Деньги как долговые обязательства
- Стоимость денег
- Деньги и цены
- Поддержание стоимости денег
- Спрос на деньги
- Ключевой график 13-2 Спрос на деньги и денежный рынок
- Спрос на деньги для совершения сделок
- Спрос на деньги как на активы
- Совокупный спрос на деньги
- Денежный рынок
- Финансовая система США
- Централизация и регулирование
- Федеральная резервная система
- Функции ФРС и предложение денег
- Независимость ФРС
- Банкротства банков н сберегательных учреждений
- Трудности коммерческих банков
- Кризис ссудо-сберегательной отрасли
- Государственное обеспечение сберегательных учреждений
- Недавние изменения и преобразования
- Последний штрих Всемирный ≪зеленый≫

Глава 14. Как банки создают деньги
- Балансовый отчет коммерческого банка
- Пролог: золотых дел мастера
- Отдельный коммерческий банк
- Строение коммерческого банка
- Сделки коммерческого банка, создающие деньги
- Прибыли, ликвидность и федеральный финансовый рынок
- Банковская система: многократное увеличение вкладов
- Ссудный потенциал банковской системы
- Денежный мультипликатор
- Некоторые модификации
- Необходимость денежного контроля
- Последний штрих Банковская паника 1930—1933 годов

Глава 15. Федеральные резервные банки и кредитно-денежная политика
- Цели кредитно-денежной политики
- Консолидированный балансовый отчет федеральных резервных банков
- Инструменты кредитно-денежной политики
- Операции на открытом рынке
- Резервная норма
- Учётная ставка
- ≪Дешевые≫ и ≪дорогие≫ деньги
- Сравнительная значимость
- Кредитно-денежная политика, равновесный ВВП н уровень цен
- Причинно-следственная связь
- Ключевой график 15-2 Кредитно-денежная политика и равновесный ВВП
- Эффект политики ≪дешевых≫ денег
- Эффект политики ≪дорогих≫ денег
- Уточнения и обратная связь
- Кредитно-денежная политика и совокупное предложение
- Эффективность кредитно-денежной политики
- Сильные стороны кредитно-денежной политики
- Недостатки и трудности
- Дилемма целей
- Последние события: процентная ставка по федеральным фондам
- Кредитно-денежная политика и мировая экономика
- Последний штрих Эпитеты для ФРС предлагает сама жизнь
- Обобщенная картина
- Ключевой график 15-3 Общепринятая теория занятости и виды стабилизационной политики

Часть 4. Проблемы и противоречия в макроэкономике
Глава 16. Взгляды на макроэкономическую теорию и политику
- Классическая и кейнсианская теории: толкование модели совокупного спроса и совокупного предложения
- Классический взгляд
- Кейнсианский взгляд
- Кейнсианство и монетаризм
- Основные уравнения
- Стабильна или нестабильна скорость обращения денег?
- Дебаты о политике
- Анализ модели совокупного спроса — совокупного предложения
- Теория рациональных ожиданий
- Бесплодность политики
- Интерпретация модели совокупного спроса — совокупного предложения
- Оценка
- Проникновение идей в общепринятую макроэкономическую теорию
- Последний штрих Теория реального делового цикла

Глава 17. Взаимосвязь инфляции и безработицы
- Кривая Филлипса
- Теоретические и исторические истоки
- Кривая Филлипса: концепция и факты
- Логическое обоснование кривой Филлипса
- Дилемма стабилизационной политики
- Стагфляция: сдвиг кривой Филлипса?
- Нарушения совокупного предложения
- Конец стагфляции: 1982—1989 гг.
- Гипотеза естественного уровня
- Теория адаптивных ожиданий
- Теория рациональных ожиданий
- Новые трактовки
- И вновь о совокупном предложении
- Определения: краткосрочный и долгосрочный периоды
- Краткосрочное совокупное предложение
- Долгосрочное совокупное предложение
- Кейнсианские и неоклассические выводы для политики
- Инфляция спроса и инфляция издержек
- Инфляция спроса
- Ключевой график 17-7 Новый взгляд на инфляцию спроса и инфляцию издержек
- Инфляция издержек
- Политика занятости и профессиональной подготовки
- Профессиональная подготовка
- Информация о рабочих местах
- Антидискриминационные меры
- Политика заработной платы и цен (политика доходов)
- Споры вокруг политики заработной платы и цен
- Эффективность
- Экономика предложения
- Налогово-трансфертные антистимулы
- Кривая Лаффера
- Критика кривой Лаффера
- Другие доктрины экономики предложения
- Рейганомика: программа
- Рейганомика: каковы результаты?
- Выводы: альтернативные макроэкономические подходы
- Последний штрих Участие в прибылях: придание эластичности заработной плате

Глава 18. Бюджетный дефицит и государственный долг
- Дефицит и долг: определения
- Концепции бюджета
- Ежегодно сбалансированный бюджет
- Циклически сбалансированный бюджет
- Функциональное финансирование
- Государственный долг: цифры и факты
- Причины
- Количественные параметры
- Экономические последствия: мнимые проблемы
- Банкротство?
- Перекладывание бремени?
- Экономические последствия: реальные проблемы
- Распределение дохода
- Стимулы
- Внешний долг
- Ограничение фискальной политики
- Эффект вытеснения и накопление капитала
- Дефицит федерального бюджета в недавнем прошлом
- Огромные размеры
- Бюджетный дефицит и дефицит внешнеторгового баланса
- Рост процентных ставок
- Удорожание доллара
- Внешнеторговый дефицит
- Сопутствующие эффекты
- Противоположный взгляд теорема эквивалентности Рикардо
- Ответные политические меры
- Последний штрих Сокращать дефицит за счет социальных льгот
- Позитивная роль долга

Глава 19. Экономический рост
- Теория экономического роста
- Два определения
- Экономический рост как цель
- Арифметика экономического роста
- Факторы экономического роста
- Факторы предложения
- Факторы спроса и эффективности
- Графический анализ
- Экономический рост и производственные возможности
- Модель совокупного спроса — совокупного предложения
- Экономический рост США
- Оценка факторов роста
- Затраты ресурсов и производительности труда
- Трудозатраты
- Технический прогресс
- Накопление капитала
- Образование и профессиональная подготовка
- Распределение ресурсов и эффект масштаба
- Факторы, сдерживающие экономический рост
- Прочие факторы
- Совокупный спрос, неустойчивость и экономический рост
- Замедление роста производительности труда
- Последствия
- Причины замедления
- Оживление
- Модели ≪конца света≫
- Модель ≪обычного роста≫
- Признаки приближения ≪конца света≫
- Цель — устойчивое общество
- Критика
- Выводы
- Стратегии роста
- Политика, ориентированная на спрос
- Последний штрих Желателен ли экономический рост
- Политика, ориентированная на предложение
- Промышленная и другие виды политики

Часть 5. Микроэкономика товарных рынков
Глава 20. Спрос и предложение. Эластичность и реальные проявления
- Ценовая эластичность спроса
- Формула ценовой эластичности
- Следующий шаг формула центральной точки
- Графический анализ
- Оценка по показателю общей выручки
- Факторы ценовой эластичности спроса
- Реальные проявления
- Ценовая эластичность предложения
- Перекрёстная эластичность спроса и Эластичность спроса по доходу
- Перекрёстная эластичность спроса
- Эластичность спроса по доходу
- Применение анализа спроса и предложения: государственное регулирование цен
- Потолки цен и дефициты
- Последний штрих Рыночные силы и ценность образования
- Низшие пределы цен и товарные излишки
- Вывод

Глава 21. Поведение потребителей и максимизация полезности
- Два объяснения закона спроса
- Эффекты дохода и замещения
- Закон убывающей предельной полезности
- Теория поведения потребителей
- Потребительский выбор и бюджетные ограничения
- Правило максимизации полезности
- Алгебраическая интерпретация
- Предельная полезность и кривая спроса
- Практическое применение теории
- Наступление компакт-дисков
- Парадокс ≪бриллианты — вода≫
- Ценность времени
- Покупка медицинских услуг
- Последний штрих Неэффективность
- Рождественских подарков
- Пособия и подарки
- Приложение к главе 21 Анализ кривых безразличия

Глава 22. Издержки производства
- Экономические издержки
- Явные и скрытые издержки
- Нормальная прибыль как элемент издержек
- Экономическая, или чистая, прибыль
- Краткосрочный и долгосрочный периоды
- Издержки производства в краткосрочном периоде
- Закон убывающей отдачи
- Ключевой график 22-2 Закон убывающей отдачи
- Постоянные, переменные и общие издержки
- Удельные, или средние, издержки
- Предельные издержки
- Ключевой график 22-5 Соотношение предельных, средних общих и средних переменных издержек
- Смещение кривых издержек
- Издержки производства в долгосрочном периоде
- Размер фирмы и издержки
- Кривая долгосрочных издержек
- Положительный и отрицательный эффекты масштаба
- Ключевой график 22-8 Кривая долгосрочных средних издержек: неограниченное количество размеров предприятия
- Последний штрих Положительный эффект масштабам концентрация в отрасли
- Минимальный эффективный размер фирмы и структура отрасли

Глава 23. Определение цены и объёма производства — чистая конкуренция
- Четыре модели рынка
- Чистая конкуренция: понятие и сфера распространения
- Спрос на продукт конкурентного продавца
- Совершенно эластичный спрос
- Средний, валовой и предельный доход
- Графическая иллюстрация
- Максимизация прибыли в краткосрочной перспективе: два подхода
- Принцип сопоставления валового дохода с общими издержками
- Принцип сопоставления предельного дохода с предельными издержками
- Ключевой график 23-3 Краткосрочное положение, максимизирующее прибыль чисто конкурентной фирмы
- Предельные издержки и кривая краткосрочного предложения
- Ключевой график 23-6 Правило равенства цены и предельных издержек и кривая краткосрочного предложения конкурентной фирмы
- Фирма и отрасль: равновесная цена
- Максимизация прибыли в долгосрочном периоде
- Допущения
- Цель
- Модель с нулевой экономической прибылью
- Вступление в отрасль ликвидирует экономические прибыли
- Массовый отток фирм ликвидирует убытки
- Долгосрочное предложение отрасли с постоянными издержками
- Долгосрочное предложение отрасли с возрастающими издержками
- Долгосрочное предложение отрасли с сокращающимися издержками
- Чистая конкуренция и эффективность
- Ключевой график 23-12 Положение долгосрочного равновесия конкурентной фирмы: Цена = Предельные издержки = Минимум средних общих издержек
- Некоторые оговорки
- Последний штрих ≪Созидательное разрушение≫ как конкурентная сила

Глава 24. Определение цены и объёма производства: чистая монополия
- Чистая монополия: введение
- Характерные черты
- Примеры
- Значение
- Барьеры для вхождения в отрасль
- Эффект масштаба
- Легальные барьеры: патенты и лицензии
- Собственность на важнейшие виды сырья
- Два условия
- Монопольный спрос
- Цена превышает предельный доход
- ≪Диктующий цену≫
- Ценовая эластичность
- Определение цены н объёма продукта
- Данные об издержках
- Уравнивание предельного дохода и предельных издержек
- Монополия не имеет кривой предложения
- Неправильные представления о монополистическом ценообразовании
- Ключевой график 24-4 Максимизирующее прибыль положение фирмы в условиях чистой монополии
- Определение цены и объёма производства: олигополия
- Экономические эффекты монополии
- Цена, объём производства и эффективность
- Распределение дохода
- Сложности определения издержек
- Научно-технический прогресс динамическая эффективность
- Ценовая дискриминация
- Условия
- Примеры
- Последствия
- Регулируемая монополия
- Социально оптимальная цена Р= МС
- Последний штрих Бриллианты корпорации
- De Beers вечная монополия
- Цена, обеспечивающая справедливую прибыль Р = АТС
- Дилемма регулирования

Глава 25. Определение цены и объёма производства: монополистическая конкуренция
- Монополистическая конкуренция: понятие и распространение
- Относительно большое число
- Дифференциация продукта
- Легкость вхождения в отрасль
- Примеры
- Определение цены и объёма производства
- Кривая спроса фирмы
- Ключевой график 25-1 Фирмы, действующие в условиях монополистической конкуренции, имеют тенденцию к получению нормальной прибыли в долговременном периоде
- Краткосрочный период прибыли или убытки
- Долговременный период безубыточность
- Монополистическая конкуренция и экономическая неэффективность
- Избыточные производственные мощности
- Неценовая конкуренция
- Дифференциация продукции
- Развитие продукции
- Рекламная экономикc
- Противоречивость и размах
- Две точки зрения
- Эмпирические свидетельства
- Последний штрих Рынок учебников по основам Экономикс

Глава 26. Монополистическая конкуренция и экономический анализ
- Олигополия: понятие и распространение
- Определение олигополии
- Причины барьеры для вхождения
- Поведение олигополии: взгляд с точки зрения теории игр
- Взаимозависимость
- Тенденции к сговору
- Повод для обмана
- Четыре модели олигополии
- Ломаная кривая спроса не основанная на тайном сговоре олигополия
- Олигополия, основанная на тайном сговоре, и картели
- Ценовое лидерство
- Ценообразование по принципу ≪издержки плюс≫
- Неценовая конкуренция
- Олигополия и экономическая эффективность
- Производственная эффективность и эффективность размещения ресурсов
- Динамическая эффективность
- Научно-технический прогресс факты
- Автомобили: исследование на конкретном примере
- Последний штрих Производство пива пивоваренная олигополия

Часть 6. Микроэкономические проблемы рынков ресурсов
Глава 27. Производство и спрос на ресурсы
- Значение формирования цен на ресурсы
- Сложности в образовании цен на ресурсы
- Спрос на ресурсы с позиций теории предельной производительности
- Спрос на ресурсы — спрос на один из факторов производства
- Предельный продукт в денежной форме
- Правило использования ресурсов MRP=MRC
- Предельные издержки как график спроса на ресурс
- Спрос на ресурс в условиях несовершенной конкуренции
- Рыночный спрос на ресурс
- Факторы спроса на ресурсы
- Изменения спроса на продукт
- Изменения производительности
- Цены на другие ресурсы
- Примеры из реальной практики
- Эластичность спроса на ресурс
- Оптимальное соотношение ресурсов
- Правило наименьших издержек
- Правило максимизации прибыли
- Числовой пример
- Последний штрих Замещение вводимых факторов производства: пример служебных вагонов в товарных поездах
- Распределение доходов в соответствии с теорией предельной производительности

Глава 28. Ценообразование и использование ресурсов: определение заработной платы
- Определение заработной платы
- Общий уровень заработной платы
- Роль производительности труда
- Реальная заработная плата и производительность
- Долговременный рост и стагнация
- Заработная плата на конкретных рынках труда
- Ключевой график 28-3 Предложение труда и спрос на труд на единичной конкурентной фирме и конкурентном рынке
- Модель конкуренции
- Модель монопсонии
- Три модели с учетом профсоюзов
- Повышение заработной платы и безработица
- Модель двусторонней монополии
- Дискуссия о минимуме заработной платы
- Дифференциация заработной платы
- Неконкурирующие группы
- Выравнивающие различия в оплате труда
- Рынок в условиях несовершенной конкуренции
- Оплата труда и производительность
- Проблема ≪принципал-агент≫
- Два дополнения
- Последний штрих Оплата и результативность в профессиональном бейсболе

Глава 29. Цены и использование ресурсов: рента, проценты и прибыли
- Экономическая рента
- Совершенно неэластичное предложение
- Изменения спроса на землю
- Земельная рента — это излишек
- Единый налог на землю
- Различия в производительности земель
- Альтернативное использование земли и издержки
- Процентная ставка
- Определение процентной ставки
- Диапазон ставок
- Чистая процентная ставка
- Роль процентной ставки
- Приложение: законы о ростовщичестве
- Экономическая прибыль
- Роль предпринимателя
- Источники экономической прибыли
- Функции прибыли
- Доли дохода
- Текущие размеры долей национального дохода
- Исторические тенденции
- Последний штрих Определение цены кредита

Часть 7. Государство и текущие экономические проблемы
Глава 30. Несостоятельность государства и рынка: общественные товары, окружающая среда и проблемы информации
- Общественные товары: углубленный анализ
- Спрос на общественные товары
- Оптимальное количество общественного товара
- Анализ издержек и выгод
- Ещё раз о внешних эффектах
- Побочные издержки
- Побочные выгоды
- Индивидуальное соглашение
- Правовые нормы ответственности и судебные иски
- Государственное вмешательство
- Рынок прав на внешние эффекты
- Оптимальное для общества сокращение внешних эффектов
- Загрязнение окружающей среды: углубленный анализ
- Масштаб проблемы
- Причины: закон сохранения материи и энергии
- Природоохранные мероприятия
- Ликвидация и переработка твердых отходов
- Недостаточность информации
- Недостаточная информация о продавцах
- Недостаточная информация о покупателях
- Последний штрих Подержанные автомобили: рынок ≪лимонов≫
- Оговорка

Глава 31. Теория государственного выбора и налогообложение
- Выявление предпочтений с помощью голосования
- Неэффективные результаты голосования
- Парадокс голосования
- Модель избирателя-центриста
- Несостоятельность государственного сектора
- Особые интересы и ≪погоня за рентой≫
- Явные выгоды и скрытые издержки
- Ограничение или отсутствие выбора
- Бюрократия и неэффективность
- Несовершенные институты
- Распределение налогового бремени
- Получение благ или платежеспособность
- Прогрессивный, пропорциональный и регрессивный налоги
- Распределение налогового бремени и потеря эффективности
- Эластичность и распределение налогового бремени
- Потеря эффективности из-за налогов
- Потенциальное распределение налогового бремени в США
- Американская налоговая система
- Налоговая реформа
- Закон о сокращении дефицита 1993 г
- Призывы ввести налог на добавленную стоимость
- Проблема свободы
- Позиция консерваторов
- Позиция либералов
- Последний штрих Средства массовой информации о несостоятельности государственного сектора

Глава 32. Антитрестовское законодательство, регулирование и промышленная политика
- Промышленная концентрация: определения
- Промышленная концентрация: благо или зло?
- Доводы против промышленной концентрации
- Аргументы в защиту промышленной концентрации
- Антитрестовские законы
- Исторические предпосылки
- Закон Шермана 1890 г
- Закон Клейтона 1914 г
- Закон о Федеральной комиссии по торговле 1914 г
- Закон Селлера — Кефовера 1950 г
- Антитрестовское законодательство: результаты и влияние
- Поведение или структура
- Определение рынка
- Другие желательные цели
- Эффективность
- Ограничение конкуренции
- Естественные монополии и их регулирование
- Естественная монополия
- Проблемы
- Теория регулирования с помощью легального картеля
- Дерегулирование
- Полемика
- Результаты дерегулирования
- Социальное регулирование
- Характерные черты
- Издержки и критические замечания
- Экономический смысл
- В поддержку социального регулирования
- Промышленная политика
- Предшественники
- Современный аспект
- Противоречивость
- Последний штрих Дерегулирование авиалиний

Глава 33. Сельское хозяйство: экономика и политика
- Экономика сельского хозяйства
- Краткосрочная проблема нестабильность цен и доходов
- Долгосрочная проблема сокращающаяся отрасль
- Экономические проблемы сельскохозяйственной политики
- Размер субсидий и их логическое обоснование
- Суть концепции паритета
- Политика ценовой поддержки
- Борьба с излишками
- Критика сельскохозяйственной политики
- Симптомы и причины
- Неправильное распределение субсидий
- Противоречия политики
- Снижение эффективности
- Политические аспекты сельскохозяйственных программ
- Пересмотр теории общественного выбора
- Другие факторы
- Новые направления
- Мировая торговля и сельскохозяйственная политика
- Влияние политики
- ГАТТ Уругвайский раунд
- Последний штрих Сахарная программа — ≪сладкое дельце≫
- Закон о фермерской деятельности 1990 г
- Рыночно-ориентированная стабилизация доходов
- Глобальный подход: пир или голод?
- Пессимисты
- Оптимисты

Глава 34. Распределение дохода: неравенство и бедность
- Неравенство доходов: некоторые факты
- Распределение личного дохода
- Тенденции в динамике неравенства доходов
- Причины увеличения неравенства
- Кривая Лоренца
- Два замечания
- Более широкое толкование дохода
- Отсутствие мобильности доходов: временной горизонт
- Правительство н перераспределение доходов
- Причины неравенства доходов
- Равенство против эффективности
- Аргумент в пользу равенства: максимизация полезности
- Аргументы в пользу неравенства: стимулы и эффективность
- Соотношение равенства доходов и эффективности
- Мрачная картина бедности
- Определение бедности
- Кто такие бедняки?
- Динамика бедности
- ≪Чернокожие деклассированные элементы≫
- ≪Невидимые≫ бедные
- Система поддержания уровня доходов
- Программы социального страхования
- Программы государственной помощи
- ≪Суета вокруг благотворительных программ≫
- Предложения по реформированию системы
- Отрицательный подоходный налог
- Планы стимулирования перехода к трудовой деятельности
- Последний штрих Благотворительность для богатых

Глава 35. Экономика здравоохранения
- Здравоохранение — отрасль экономики
- Двойная проблема: издержки и доступность
- Повышение расходов на здравоохранение
- Направления роста расходов
- Качество медицинского обслуживания: действительно ли население США более здоровое?
- Экономическое значение растущих издержек
- Основная проблема
- Ограниченный доступ: незастрахованные
- С чем связан быстрый рост расходов?
- Особенности рынка здравоохранения
- Увеличивающийся спрос на услуги здравоохранения
- Роль страхования
- Роль факторов предложения в повышении издержек
- Относительная важность
- Реформа системы здравоохранения
- Достижение всеобщей доступности
- Аргументы в пользу Системы национального медицинского страхования
- Аргументы против системы
- Сдерживание затрат: ослабление побудительных мотивов
- Последний штрих Реформа здравоохранения — врачи против экономистов
- Доклад о состоянии реформы

Глава 36. Рынок рабочей силы: профсоюзы, дискриминация и иммиграция
- Краткая история американского профсоюзного движения
- АФТ и экономический тред-юнионизм
- Рост профсоюзов в 1930—1940 гг.
- Подавление профсоюзов
- Спад профсоюзного движения
- Заключение коллективных договоров
- Процедура заключения коллективных договоров
- Трудовое соглашение
- Влияние профсоюзов на экономику
- Преимущество в зарплате для членов профсоюза
- Эффективность и производительность
- Распределение доходов
- Дискриминация
- Масштабы дискриминации
- Профессиональная сегрегация: модель переполнения
- Издержки дискриминации
- Дополнения
- Иммиграция
- История и политика
- Экономические аспекты иммиграции
- Усложнения и модификации
- Две точки зрения на иммиграцию
- Последний штрих Расовая дискриминация в профессиональном баскетболе?

Часть 8. Международная экономике и мировая экономика
Глава 37. Международная торговля
- Факты международной торговли
- Экономическая основа торговли
- Сравнительное преимущество: графический анализ
- Две изолированные страны
- Сравнительные преимущества как ориентир для специализации
- Условия торговли
- Выигрыш от торговли
- Растущие издержки
- Ключевой график 37-2 Прямые торговых возможностей и выигрыш от торговли
- Ещё раз о свободной торговле
- Анализ спроса и предложения для экспорта и импорта
- Спрос и предложение в США
- Спрос и предложение в Канаде
- Равновесная мировая цена, экспорт и импорт
- Торговые барьеры
- Экономическое влияние тарифов
- Экономическое влияние квот
- Доводы в пользу протекционизма: критический обзор
- Необходимость обеспечения обороны
- Увеличение внутренней занятости
- Диверсификация ради стабильности
- Защита новых отраслей
- Защита от демпинга
- Дешевая иностранная рабочая сила
- Некоторые итоги
- Издержки протекционизма
- Издержки для общества
- Влияние на распределение доходов
- Американская международная торговая политика
- Либерализация торговли в целом
- Агрессивное продвижение экспорта
- Двусторонние переговоры
- Последний штрих Петиция производителей свечей от 1845 г

Глава 38. Валютные курсы, платежный баланс и торговый дефицит
- Финансирование международной торговли
- Американские экспортные операции
- Американские импортные операции
- Платёжный баланс страны
- Счет текущих операций
- Счет движения капиталов
- Взаимосвязи
- Официальные резервы
- Дефициты и избытки платежных балансов
- Дефициты и излишки: хорошо, плохо или опасно?
- Свободно плавающие валютные курсы
- Обесценение и удорожание валюты
- Ключевой график 38-3 Рынок иностранной валюты
- Факторы, определяющие валютный курс
- Гибкие валютные курсы и платежный баланс
- Недостатки плавающих курсов
- Фиксированные валютные курсы
- Использование резервов
- Торговая политика
- Валютный контроль: рационирование
- Внутреннее макроэкономическое регулирование
- Международные системы валютных курсов
- Золотой стандарт: фиксированные валютные курсы
- Бреттон-Вудсская система
- Управляемые колебания
- Торговый дефицит США в последнее время
- Причины торгового дефицита
- Влияние американского торгового дефицита
- Меры по сокращению внешнеторгового дефицита
- Последний штрих Спекуляции на валютных рынках

Глава 39. Экономический рост и менее развитые страны
- Богатые и бедные
- Экономический рост, упадок и разрыв в доходах
- Последствия
- Преодолевая бедность
- Природные ресурсы
- Трудовые ресурсы
- Накопление капитала
- Технический прогресс
- Социокультурные и институциональные факторы
- Порочный круг бедности
- Роль государства
- Активная роль
- Проблемы государственного сектора
- Дополнительные факторы
- Роль развитых стран
- Расширение торговли
- Иностранная помощь: государственные займы и субсидии
- Приток частного капитала
- Долговой кризис в менее развитых странах
- Долг и его рост
- Причины кризиса
- Экономические последствия
- Реформа и возрождение
- По пути к новому мировому экономическому соглашению
- Последний штрих Голод в Африке

Глава 40. Россия — Экономика в процессе перехода
- Идеология и организации
- Марксистская идеология
- Институты
- Проблемы централизованного планирования
- Цели и средства
- Проблема координации
- Неудачи коммунизма
- Замедление роста
- Низкое качество продукции
- Нужды потребителей
- Причины распада
- Реформы Горбачева
- Переход к рыночной системе
- Приватизация
- Поощрение конкуренции
- Ограничение и изменение роли правительства
- Реформа цен: отмена контроля
- Присоединение к мировой экономике
- Макроэкономическая стабильность
- Общественная поддержка: отношения и ценности
- Проблема одновременности
- Роль развитых стран
- Иностранная помощь
- Частное инвестирование
- Членство в международных организациях
- Доклад об успехах
- Достижения
- Проблемы
- Перспективы
- Дестабилизация и развал
- Довести дело до конца
- Последний штрих Китай — возникновение экономической сверхдержавы?
- Ответы на ключевые вопросы
- Словарь понятий и терминов